# Vretenjak
Vretenjak je v strojništvu zaprto ali lito ohišje stružnice, kjer je vležajeno glavno vreteno, ostale gredi z zobniki (predležja) in včasih je na njem pritrjen tudi elektromotor. Glavna naloga vretenjaka je, da posreduje vrtilno gibanje elektromotorja glavnemu, vijačnemu in utornemu vretenu in jim omogoča različne vrtilne hitrosti.